# Торнов, Василий Иванович
Васи́лий Ива́нович Торно́в (Персиа́нинов) (1737, Мешхед, Хорасан — 1775) — оренбургский приписной казак, кызылбаш по происхождению, участник Крестьянской войны 1773—1775 годов, под предводительством Емельяна Пугачёва.

## Биография
Настоящее имя Васи́лия Торнова — Валид (Уалид), родом он из города Мешхед в Персии, переехал в Россию в 1750 году и принял православие. Был определён для жительства в Ставропольском уезде Оренбургской губернии, причислен к служивому калмыцкому казачьему сословию.
Торнов присоединился к восставшим приверженцам лже-Петра III в ноябре 1773 года. Сначала служил в полку Т. И. Подурова. В середине декабря был направлен Пугачевым в Нагайбакскую (Нагайбацкую) крепость с полномочиями атамана, для руководства повстанческими казацкими и башкирскими отрядами. Ему вменялось в обязанность оберегать жителей от грабежей и насилий и, конечно же, подчиняться главнокомандующему под Уфой «графу Чернышеву» (то есть И. Н. Зарубину-Чике). Торнов какое-то время успешно оперировал в районе Нагайбакской крепости, Мензелинска, Заинска, взаимодействуя с отрядами Зарубина и И. И. Ульянова. Из Чесноковки Торнов получал предписания, ездил туда за пушками и боеприпасами. Когда же 8 февраля 1774 г. Нагайбак был захвачен карательными войсками, Зарубин послал туда большой отряд, оснащенный пушками, который 19 февраля штурмом вновь овладел городом.
После поражения восставших 24 марта 1774 года под Уфой, нанесённого войсками Михельсона, отряд Торнова продолжал сопротивление карателям в Западной Башкирии, но в начале апреля группа башкирских старшин, решивших перейти на правительственную сторону, выдала Торнова правительственному отряду полковника Н. Н. Кожина. Торнов был отконвоирован в Казань, где находилась Секретная следственная комиссия, и был заключён в казанскую тюрьму.
Однако 12 июля при взятии Казани войсками Пугачёва из тюремного острога были освобождены около 400 пленных участников восстания — и среди них Торнов. После освобождения он принял участие в походе пугачёвцев по землям Посурья и Поволжья, сопровождавшемся массовыми крестьянскими восстаниями, во взятии Курмыша, Алатыря, Саранска, Пензы, Саратова и Камышина. После поражения Пугачёва в последней крупной битве 25 августа у Солениковой рыболовецкой ватаги, Торнов попытался спастись бегством и скрыться — но потом, передумав, явился с повинной в Черный Яр, к коменданту полковнику В. Петрулину. Оттуда Торнов был отправлен в Симбирск, где его допросил командующий карательными войсками генерал-аншеф граф П. И. Панин. В ноябре 1774 года Торнов был доставлен в Москву.
Согласно приговору от 9 января 1775 года, Торнов, наряду с Е. И. Пугачевым, И. Н. Зарубиным (Чикой), А. П. Перфильевым, М. Г. Шигаевым и Т. И. Подуровым был приговорён к смертной казни. Повешен 10 (21) января 1775 года на Болотной площади в Москве.